# Gartenkamp

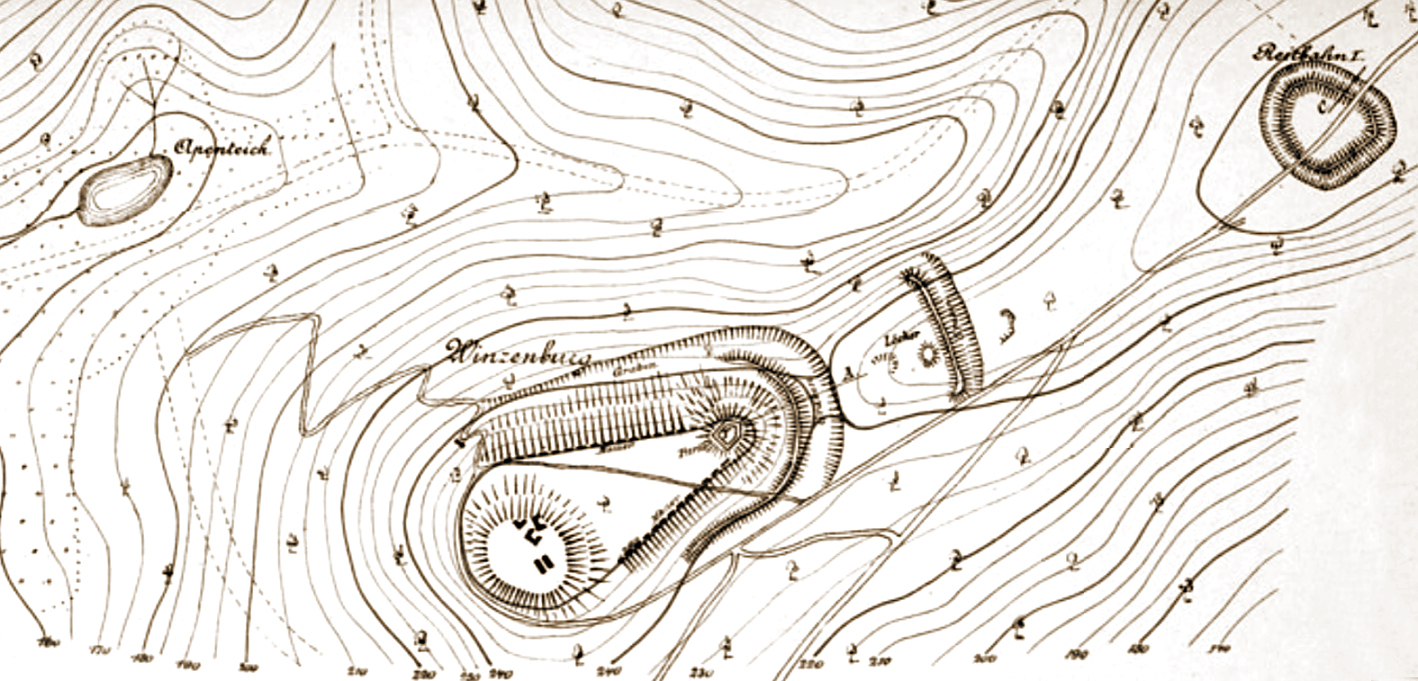
Lageskizze der Burg Winzenburg mit dem Gartenkamp rechts, um 1916

Der Gartenkamp ist ein kleiner Ringwall im Sackwald oberhalb von Winzenburg in Niedersachsen. Die Anlage aus unbestimmter Zeitstellung ist weitgehend unerforscht. 
Die Wallanlage liegt etwa 300 Meter östlich der Burg Winzenburg auf 270 m ü. NHN auf demselben Höhenrücken. Der Wall mit vorgelagertem Graben hat eine Höhe von 1,75 m und einen Durchmesser von rund 50 Meter. Die Wallkrone ist etwa drei Meter breit. Die Wallsohle misst zwischen 10 und 15 Metern. Ursprünglich führte ein Weg zwischen der südlichen Wallseite und dem abfallenden Hang vorbei. Dort befand sich Mauerwerk mit nach hinten ausgreifenden Widerlagern für die Schrägstreben einer Holzbastion. Bei Sondagen innerhalb der Wallanlage wurden einige Eisenteile und Keramikscherben des 11./12. Jahrhunderts gefunden. Heute zerschneidet ein neuerer Forstweg die Anlage mittig. 
Der Archäologe Carl Schuchhardt nahm um 1916 die Reste der Burg Winzenburg auf und bildete auf einer Lageskizze auch den benachbarten Ringwall ab, den er irreführend als Reitbahn benannte.
Über die Entstehungsgeschichte und den Nutzungszeitraum des Ringwalls ist nichts Näheres bekannt. Ein regionaler Heimatforscher bezeichnete ihn im 20. Jahrhundert als Ringwall am Gartenkamp, da er ihn für den Küchengarten der Burg hielt. Weitere Theorien zur einstigen Funktion sind ein Verteidigungsvorposten der Burg, eine Artilleriestellung bei der Belagerung der Burg von 1522 oder eine prähistorische Verteidigungsanlage.

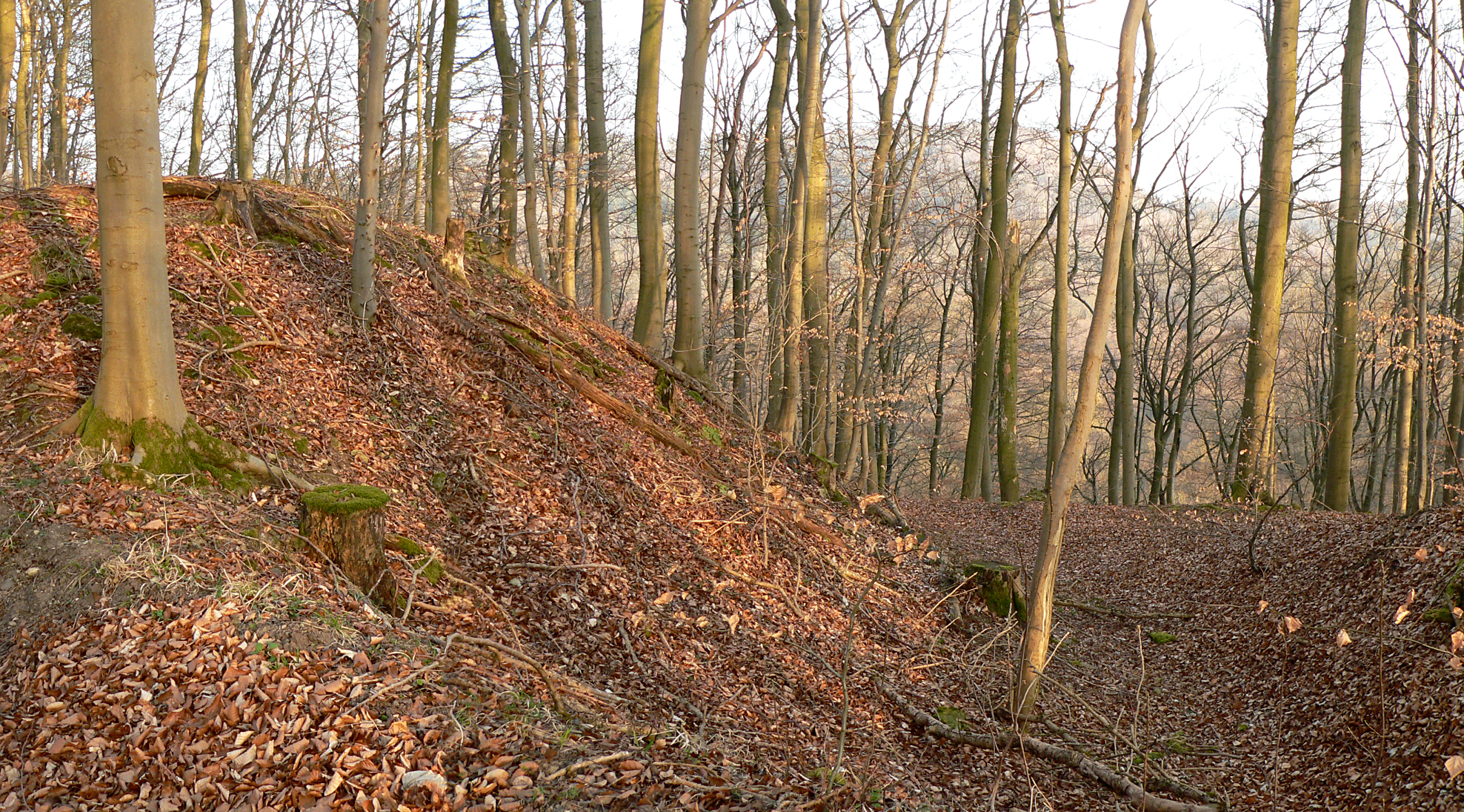
Der Wall, dahinter der abfallende Hang
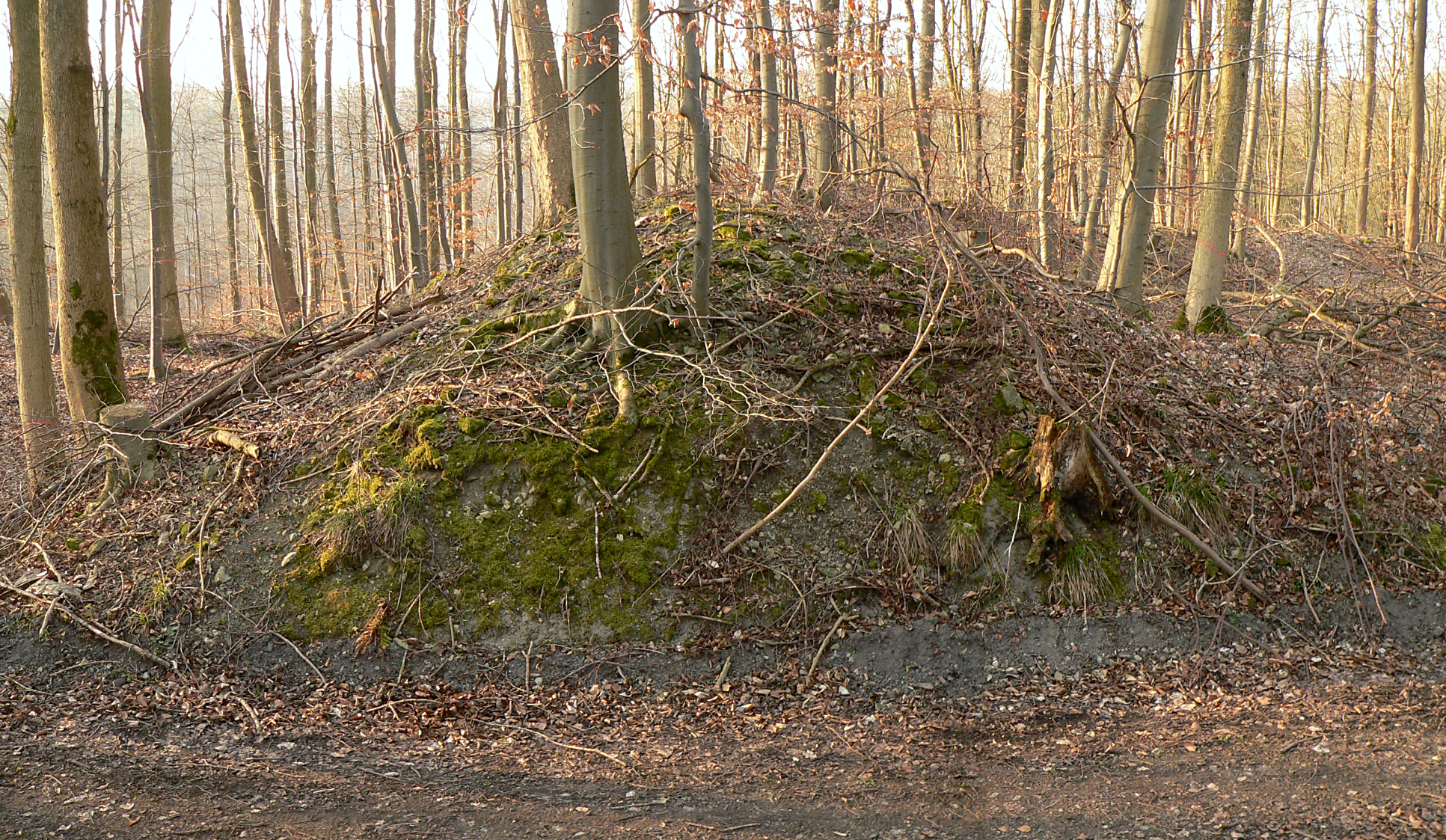
Profil des Walls als Durchstich eines Forstwegs, rechts der Wallinnenraum
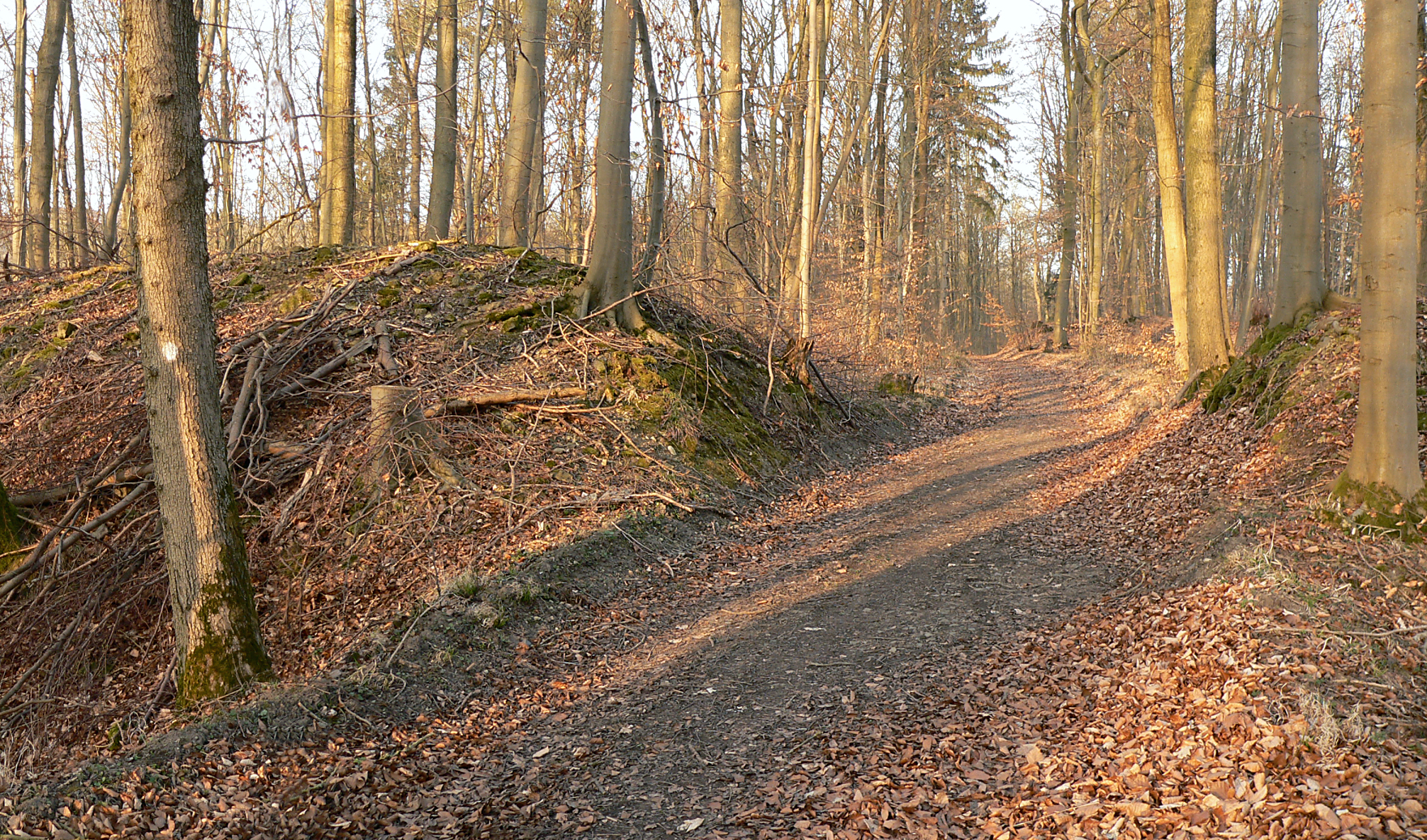
Der durch die Wallanlage hindurchführende Forstweg